# Liliana Komorowska
Pour les articles homonymes, voir Komorowska.
Liliana Głąbczyńska, dite Liliana Komorowska (née le 11 avril 1956 à Gdańsk, en Pologne) est une actrice et réalisatrice polonaise. Elle est mariée au réalisateur, compositeur et monteur québécois Christian Duguay.

## Biographie
Liliana Głąbczyńska se forme à l'Académie de théâtre Alexandre Zelwerowicz de Varsovie, dont elle sort diplômée en 1979. Elle fait ses débuts sur scène l'année suivante dans la pièce d'Arthur Miller, Les Sorcières de Salem, où elle tient le rôle d'Abigail Williams qui lui vaut de recevoir le Prix de la meilleure actrice, décerné par l'Académie de la Télévision Polonaise. Durant cette période, elle joue de nombreux autres rôles marquants, notamment, celui de Roxane, dans la pièce Cyrano de Bergerac d'Edmond Rostand, ou encore celui d'une prostituée dans la pièce Mort d'un commis voyageur, d'Arthur Miller, aux côtés du grand comédien Tadeusz Łomnicki.
En 1985, Liliana Głąbczyńska choisit de rester vivre aux États-Unis après y avoir tourné War and Love, sous la direction du réalisateur et scénariste israélien Moshé Mizrahi. Elle figure au générique, pour la première fois, sous le nom de Liliana Komorowska.
Elle s'est mariée trois fois. Son premier mari est Michał Urbaniak, le deuxième Christian Duguay, avec qui elle un fils, Sebastian, et une fille, Natalia. Depuis 2006, son mari est l'entrepreneur Bernard Poulin. L'actrice a rencontré son deuxième mari, le réalisateur canadien Christian Duguay, sur le tournage du film de science-fiction Scanners III - Puissance maximum.
Liliana Komorowska est membre du comité d'organisation du Festival du film polonais de Montréal (Québec).

## Filmographie

### Films
- 1977 : La Mort du Président de Jerzy Kawalerowicz : La nièce de Narutowicz
- 1980 : Krab i Joanna de Zbigniew Kuźmiński : Joanna
- 1982 : Austeria de Jerzy Kawalerowicz : Jewdocha
- 1983 : Incydent na pustyni
- 1985 : War and Love de Moshé Mizrahi : Esther.
- 1992 : Scanners III - Puissance maximum (Scanners III: The Takeover) : Helena Monet
- 1995 : Planète hurlante de Christian Duguay (Screamers) : Landowska
- 1997 : Contrat sur un terroriste de Christian Duguay (The Assignment) : Agnieska
- 2000 : L'Art de la guerre (The Art of War) de Christian Duguay : Jenna Novak
- 2002 : The Extremists (Extreme Ops) de Christian Duguay : Yana
- 2002 : L'Odyssée d'Alice Tremblay de Denise Filiatrault : Shéhérazade

### Téléfilms
- 1999 : Jeanne d’Arc (Joan of Arc) de Christian Duguay :
- 2001 : Crime en Bohême (The Royal Scandal) de Rodney Gibbons : Irène Adler
- 2003 : Hitler : la Naissance du mal de Christian Duguay (Hitler: The Rise of Evil) : Jako Baronowa

### En tant que réalisatrice
- 2012 : Beauty and the Breast, documentaire